# Aline Chamereau
Aline Chamereau (Villeurbanne, 6 de março de 1996) é uma jogadora de vôlei de praia francesa.

## Carreira
Ela iniciou a carreira no vôlei ao lado de experientes jogadoras da seleção francesa. No vôlei de praia, formou dupla na temporada 2013-14 com Héléna Cazaute, capitã da seleção francesa, sendo vice-campeã nacional em 2013,  competiram no Campeonato Europeu Sub-18 de 2013 em Molodechno finalizaram em nono lugar. Em 2015, esteve com Virginie Sarpaux, Zoé Cazalet e também com Ophéle Lusson esteve no circuito mundial, terminando na vigésima quinta posição no Aberto de Sochi e o décimo sétimo lugar no Campeonato Sub-22 de 2015 em Macedo de Cavaleiros. Em 2016, estiveram juntas, finalizando na trigésima terceira posição nos Abertos de Antália, Xiamen, Fuzhou, Sochi e Cincinnati, assim como no Grand Slam de Long Beach, neste evento estava com Alexandra Jupiter. E com terminou na décima terceira posição no Campeonato Europeu de 2016 em Jūrmala. Na temporada de 2017, esteve com Lézana Placette e conquistaram a medalha de bronze no torneio três estrelas de Agadir, além da décima sétima posição no Campeonato Europeu de 2017 em Alanyae disputaram o Campeonato Europeu Sub-22 de 2017 em Baden, finalizando em nono lugar e terminaram com o terceiro lugar no campeonato nacional. Iniciou 2018, com Lézana Placette, conquistando o nono lugar no torneio uma estrela de Aalsmeer, esteve com Alexandra Jupiter e Ophéle Lusson, com esta última terminaram na quinta posição no uma estrela de Alanya, e com Alexandra Jupiter terminou no décimo sétimo lugar no Campeonato Europeu de 2018 em Haia.	Renova a parceria com Alexandra Jupiter para 2019 no circuito mundial, depois, sagraram-se medalhistas de ouro nos Jogos do Mediterrâneo de Praia em Patras conquistaram a nona posição no Campeonato Europeu de 2019 realizado em Moscou, e permaneceram juntas para o ano de 2020, conquistaram o terceiro lugar do circuito nacional, sendo novamente nonas colocadas no Campeonato Europeu em Jūrmala.Em 2021, jogou com Anne-Laure Margirier e com Clémence Vieira, sendo campeã da etapa nacional em Anglet, venceu também a etapa de Utrecht pelo circuito alemão .
Com Clémence Vieira, alcançou o nono lugar no torneio duas estrelas em Brno, quarto lugar no uma estrela de Nijmegen e o décimo sétimo lugar no quatro estrelas de Itapema. Em 2022, de volta com a dupla com Clémence Vieira, conquistaram o título da etapa de Locarno pelo circuito suíço, depois,  terminaram na vigésima quinta posição nos Challenges de Itapema e Doha, décima nona posição no Challenge de Kuşadası e no primeiro evento Challenge de Dubai, ainda conquistaram  a vigésima primeira posição no Elite 16 de Paris, e no Campeonato Europeu de 2022 sediado em Munique terminaram na vigésima quinta colocação.
Na temporada de 2023, formando dupla com Clémence Vieira, conquistou o primeiro pódio no circuito mundial, no Future sediado em Lille, além das medalhas de bronze nos Futures realizados em Brno e Varsóvia. Em 2024, a dupla conquistou  as nonas posições no Challenge de Recife, Saquarema, Xiamen  e Stare Jabłonki, somado a outros resultados, conquistaram a vaga para os Jogos Olímpicos de Verão de 2024.

## Títulos e resultados
- Future de Lille do Circuito Mundial de 2023
- Future de Brno do Circuito Mundial de 2023
- Future de Varsóvia do Circuito Mundial de 2023
- 1* de Agadir do Circuito Mundial de Vôlei de Praia de 2017
- 1* de  Nijmegen do Circuito Mundial de 2021